# Колехмайнен, Ханнес
Ю́хо Пи́етари «Ха́ннес» Ко́лехмайнен (фин. Juho Pietari "Hannes" Kolehmainen; 1889, Куопио (Великое княжество Финляндское) — 1966, Хельсинки) — финский спортсмен, один из сильнейших стайеров в истории спорта, многократный чемпион Олимпийских игр в беге на длинные дистанции.
Он считается первым из поколения великих финских спортсменов, которых часто называют «Летучие финны», как, например, Пааво Нурми, Мика Хаккинен, Кими Райкконен, Матти Нюкянен.

## Спортивная биография
Колехмайнен начинал свою спортивную карьеру с лыж, которыми занимались три его брата. По примеру своего старшего брата начал заниматься легкой атлетикой.
Сначала Ханнес Колехмайнен попробовал свои силы в марафонском беге. Когда ему было 18 лет, он впервые принял участие в крупных соревнованиях в Выборге. К финишу марафонского забега Ханнес пришел третьим, отстав от старшего брата.
Чуть позже, на других соревнованиях в Хельсинки, Ханнес закончил марафонскую дистанцию уже вторым, опять-таки пропустив вперед другого своего брата. В 20 лет он принимал участие в крупных соревнованиях в Петербурге, но теперь уже на других дистанциях. Здесь Ханнес стал победителем в забеге на 1500 и 5000 метров, завоевав золотые медали. С тех пор он считался одним из лучших стайеров Европы.
Старший брат Ханнеса Тату Колехмайнен (1885—1967) также был бегуном и вместе с братом участвовал в Олимпийских играх 1912 и 1920 годов, но не добился особых успехов.

### Олимпийские игры 1912
Известность Колехмайнену принесли летние Олимпийские игры 1912 года в Стокгольме, где он завоевал три золотые медали (бег на 10 000 м, бег на 5 000 м, кросс 12 000 м).
8 июля Колехмайнен выиграл забег на 10 000 метров и установил олимпийский рекорд, пробежав дистанцию за 30 мин. 20,8 сек., опередив ближайшего соперника, американца Льюиса Теваниму, на 46 секунд.
Одним из самых ярких событий был забеге на 5 000 метров. В финальном соревновании фаворитом считался француз Жан Буэн, который за сутки до этого в предварительном забеге улучшил мировой рекорд. Но в финале, 10 июля, в драматичной борьбе на последних 20 метрах Колехмайнену удалось опередить француза на 0,1 секунды, улучшив при этом мировой рекорд сразу на 30 секунд. Время победителя составило 14 минут 36,6 секунды.
12 июля Колехмайнен участвовал в командном забеге на 3 000 метров. Это соревнование не принесло ему награды, поскольку команда Финляндии уступила команде США и не вышла в финал. Однако в личном зачёте Колехмайнен выиграл забег, пробежал дистанцию за 8 мин. 36,9 сек, и установил мировой рекорд.
15 июля он был первым в кроссе на 12 000 метров. В кроссе, кроме золотой медали за победу в личном первенстве, он получил серебряную медаль в командном зачете.

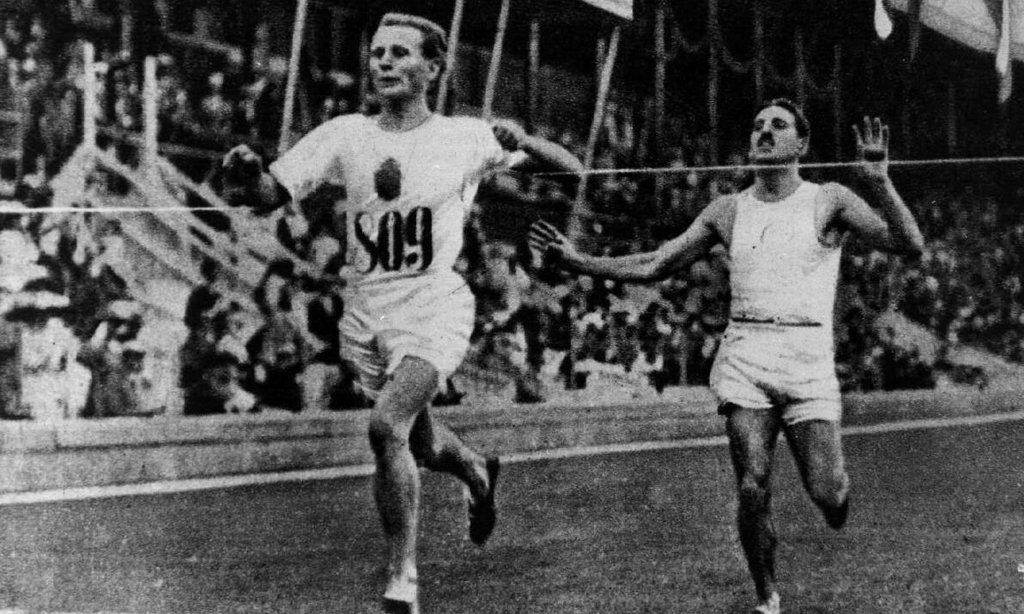
Колехмайнен опережает Буэна на финише

### 1912—1920
В том же 1912 году Колехмайненен установил новый мировой рекорд в забеге на 3 000 метров. В следующем году — мировой рекорд в забеге на 20 километров.
Первая мировая война прервала серию побед финского спортсмена, а его французский соперник Жан Буэн погиб в 1914 году. Не желая служить в Российской армии, в январе 1915 года Колехмайнен переехал в США, где работал и поддерживал спортивную форму. После войны стайер вернулся на родину, в Финляндию.

### Олимпийские игры 1920
Когда начались VII Олимпийские Игры в Антверпене, Колехмайнену исполнился 31 год. Но все равно он завоевал ещё одну золотую олимпийскую медаль, уже четвертую по счету, выиграв соревнования по марафонскому бегу и вновь установив мировой рекорд. На стайерских дистанциях в это время уже взошла звезда другого великого финского бегуна — Пааво Нурми, для которого Колехмайнен, по собственному признанию Нурми, всегда был примером.
После Олимпийских игр в том же 1920 году он установил мировой рекорд в беге на 25 километров, а два года спустя улучшил его почти на минуту. Ещё один мировой рекорд в 1922 году Колехмайнен установил в беге на 30 километров.

### Олимпийские игры 1924
В 1924 году Колехмайнен приехал и на игры VIII Олимпиады, которые проходили в Париже, чтобы принять участие в марафонском забеге. Но тут ему не повезло: он повредил ногу и сошел с дистанции. Олимпийским чемпионом в марафоне стал тогда его воспитанник Альбин Стенроос.

## Достижения

### Олимпийские игры
Ханнес Колехмайнен завоевал пять олимпийских медалей по легкой атлетике — четыре золотых и одну серебряную.

### Рекорды
Ханнесу Колехмайнену принадлежали следующие мировые рекорды:
| Дата       | Дистанция | Время     | Город     |
| ---------- | --------- | --------- | --------- |
| 24.9.1911  | 3 000 м   | 8.48,5    | Оулункёла |
| 12.7.1912  | 3 000 м   | 8.36,8    | Стокгольм |
| 19.6.1912  | 5 000 м   | 14.36,6   | Стокгольм |
| 10.10.1920 | 25 000 м  | 1:26.29,6 | Тампере   |
| 22.6.1922  | 25 000 м  | 1:25.20,0 | Тампере   |
| 1.10.1922  | 30 000 м  | 1:47.13,4 | Выборг    |
| 4.9.1920   | марафон   | 2:32.35,8 | Антверпен |

## После 1924
Когда Ханнес Колехмайнен заканчивал спортивную карьеру, он нашёл достойного преемника в лице Пааво Нурми. Вместе с ним он зажигал олимпийский огонь на Летних Олимпийских играх 1952 года в Хельсинки.
Завершив выступления, Колехмайнен посвятил себя тренерской работе.

## Признание

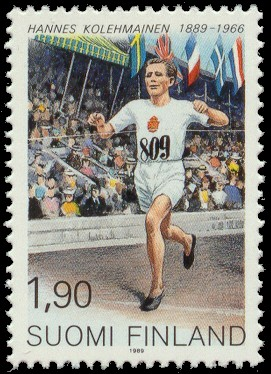
100-летие со дня рождения Ханнеса Колехмайнена. Почтовая марка Финляндии, 1989 г.

В 1947 Ханнес Колехмайнен получил Почетный знак финской культуры и спорта.
В память его побед в Куопио, родном городе стайера, поставили бронзовый памятник четырёхкратном олимпийскому чемпиону и назвали в его честь улицу.
Похоронен на кладбище Кулосаари в Хельсинки.